# Zwartkopkievit
De zwartkopkievit (Vanellus tectus) behoort tot de familie van kieviten en plevieren (Charadriidae). Deze kievit komt voor in Sub-Saharisch Afrika.

## Herkenning
De vogel is gemiddeld 25 cm lang en weegt tussen de 99 en 120 gram. Deze steltloper heeft een kuif die lijkt op die van de gewone kievit, met bijna hetzelfde verenpatroon van zwart en wit op de kop. De vogel is van boven zandkleurig bruin. Kenmerkend voor deze soort is de verticale, zwarte streep over de borst en buik; het is de enige kievit met deze "stropdas". De poten zijn rozerood en aan de bovensnavel zit een klein, roodgekleurd lelletje.

## Verspreiding en leefgebied
Deze soort komt voor in een brede band ten zuiden van de Sahara door oostelijk, westelijk en centraal Afrika en telt twee ondersoorten:
- V. t. tectus: van zuidwestelijk Mauritanië tot Ethiopië, zuidelijk naar Ivoorkust en Oeganda.
- V. t. latifrons: van zuidelijk Somalië tot oostelijk Kenia.

Het leefgebied bestaat uit open, droog en vlak terrein met kort gras en hier en daar doornig struikgewas. De nabijheid van water is niet vereist. De vogel komt ook voor in de buurt van menselijke nederzettingen, bijvoorbeeld op gazons, voetbalvelden of vliegveldjes.

## Status
De grootte van de wereldpopulatie is niet gekwantificeerd en over aantallen en trends is niets bekend. In Gambia is de vogel algemeen en de vogel kan zich goed aanpassen aan de aanwezigheid van mensen. Om deze redenen staat de zwartkopkievit als niet bedreigd op de Rode Lijst van de IUCN.